# Aigre
|  | Per a altres significats, vegeu «Cantó d'Aigre». |

Aigre és un municipi francès al departament del Charente (regió de la Nova Aquitània). L'any 2007 tenia 1.109 habitants.

## Demografia

### Població
El 2007 la població de fet d'Aigre era de 1.109 persones. Hi havia 477 famílies de les quals 197 eren unipersonals (104 homes vivint sols i 93 dones vivint soles), 168 parelles sense fills, 68 parelles amb fills i 44 famílies monoparentals amb fills.
La població ha evolucionat segons el següent gràfic:

### Habitatges
El 2007 hi havia 595 habitatges, 484 eren l'habitatge principal de la família, 42 eren segones residències i 69 estaven desocupats. 510 eren cases i 76 eren apartaments. Dels 484 habitatges principals, 289 estaven ocupats pels seus propietaris, 172 estaven llogats i ocupats pels llogaters i 23 estaven cedits a títol gratuït; 8 tenien una cambra, 40 en tenien dues, 94 en tenien tres, 136 en tenien quatre i 206 en tenien cinc o més. 304 habitatges disposaven pel capbaix d'una plaça de pàrquing. A 235 habitatges hi havia un automòbil i a 129 n'hi havia dos o més.

### Piràmide de població
La piràmide de població per edats i sexe el 2009 era:
| Homes | Edats   | Dones |
| ----- | ------- | ----- |
| 8     | 95 o +  | 8     |
| 8     | 90 a 94 | 40    |
| 16    | 85 a 89 | 40    |
| 16    | 80 a 84 | 12    |
| 48    | 75 a 79 | 56    |
| 40    | 70 a 74 | 44    |
| 32    | 65 a 69 | 44    |
| 36    | 60 a 64 | 44    |
| 32    | 55 a 59 | 20    |
| 36    | 50 a 54 | 56    |
| 32    | 45 a 49 | 28    |
| 28    | 40 a 44 | 28    |
| 12    | 35 a 39 | 20    |
| 36    | 30 a 34 | 20    |
| 44    | 25 a 29 | 36    |
| 20    | 20 a 24 | 24    |
| 28    | 15 a 19 | 12    |
| 16    | 10 a 14 | 28    |
| 24    | 5 a 9   | 12    |
| 32    | 0 a 4   | 24    |

## Economia
El 2007 la població en edat de treballar era de 542 persones, 382 eren actives i 160 eren inactives. De les 382 persones actives 336 estaven ocupades (183 homes i 153 dones) i 46 estaven aturades (18 homes i 28 dones). De les 160 persones inactives 67 estaven jubilades, 25 estaven estudiant i 68 estaven classificades com a «altres inactius».

### Ingressos
El 2009 a Aigre hi havia 465 unitats fiscals que integraven 915 persones, la mediana anual d'ingressos fiscals per persona era de 14.791 €.

### Activitats econòmiques
Dels noranta-vuit establiments que hi havia el 2007, tres eren d'empreses extractives, cinc d'empreses alimentàries, quatre d'empreses de fabricació d'altres productes industrials, tres d'empreses de construcció, trenta d'empreses de comerç i reparació d'automòbils, dues d'empreses de transport, quatre d'empreses d'hostatgeria i restauració, sis d'empreses financeres, tres d'empreses immobiliàries, vuit d'empreses de serveis, dinou d'entitats de l'administració pública i onze d'empreses classificades com a «altres activitats de serveis».
Dels vint-i-dos establiments de servei als particulars que hi havia el 2009, una era una oficina d'administració d'Hisenda pública, una gendarmeria, una oficina de correu, tres oficines bancàries, tres tallers de reparació d'automòbils i de material agrícola, una autoescola, un paleta, un guixaire pintor, una lampisteria, tres perruqueries, un veterinari, un restaurant, dues agències immobiliàries, una tintoreria i un saló de bellesa.
Dels disset establiments comercials que hi havia el 2009, una era una botiga de més de 120 m², dues botiges de menys de 120 m², dues fleques, dues carnisseries, dues llibreries, una botiga de roba, una botiga d'equipament de la llar, una botiga d'electrodomèstics, dues drogueries, una joieria i dues floristeries.
L'any 2000 a Aigre hi havia 9 explotacions agrícoles que ocupaven un total de 512 hectàrees.

## Equipaments sanitaris i escolars
El 2009 hi havia dues farmàcies i una ambulància. El 2009 hi havia una escola maternal i dues escoles elementals. Aigre disposava d'un col·legi d'educació secundària amb 188 alumnes.

## Poblacions properes
El següent diagrama mostra les poblacions més properes.